# Castianeira onerosa
Castianeira onerosa là một loài nhện trong họ Corinnidae.
Loài này thuộc chi Castianeira. Castianeira onerosa được Eugen von Keyserling miêu tả năm 1891.